# 松平忠定
松平 忠定（まつだいら たださだ）は、戦国時代の武士。五井松平家初代・松平忠景の次男。深溝松平家初代。三河国額田郡深溝城（愛知県額田郡幸田町深溝）城主。

## 略歴
『寛政譜』によれば、五井松平家初代・松平忠景の次男とされるが、近年の研究により忠景と忠定は同一人物であり、その父親は松平信光の子・正則（元芳）という。はじめ額田郡岩津（岡崎市岩津町）に住み、保母村（同市保母町）を領した。
大永4年（1524年）、兄・元心は松平長親の命により深溝城主・大場景紀を滅ぼし深溝城を奪う。その戦功を兄より譲り受けて深溝を領し、深溝松平家を発祥させる。深溝城を奪う際に忠定が大場景紀の家臣・稲吉惣助と謀り、大場景紀を毒殺したという説もある。島原本光寺の説によると、岩津松平家の松平親長の娘と婚姻してその所領を譲受し発祥させたというが、真偽のほどはわからない。

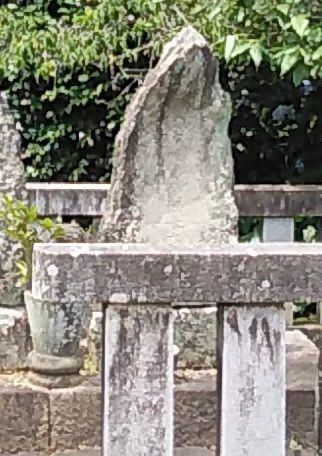
松平忠定の墓(幸田町本光寺)

忠定は長寿であり、66歳の生涯だったという。墓所は自らが開基となり創建した瑞雲山本光寺（開山は希聲英音大和尚）。忠定の首塚が向野墓所（前本光寺）にあるが、戦死はしておらず、実際には首は埋まっていないと考えられる。また、彼の墓（首塚）のとなりに息子・好景の墓（首塚）があるが、好景は善明堤の戦いで戦死しており、首は埋まっているとも考えられる。忠定の子は好景の他に定政もいるが、こちらは保母松平の祖として派生した。保母城（岡崎市保母町）が深溝松平に深い関わりがあるが、研究調査は郷土史程度の解明しかない。

## 系譜
- 父：松平忠景
- 母：不詳
- 妻：松平親長の娘（三光清春大姉）
- 生母不明の子女
  - 男子：松平好景
  - 男子：松平定政 - 孫十郎、十郎右衛門、了忠
  - 男子：浅野定清 - 太郎右衛門
  - 男子：松平康定 - 勘解由左衛門
  - 男子：市川好之 - 久大夫
  - 男子：松平景行 - 新八郎
  - 女子：大原正親室
  - 女子：稲生某室
  - 女子：菅沼定村正室
  - 女子：山本加賀室
  - 女子：小笠原主膳室
  - 女子：佐野孫太郎室